# Mondony
Le Mondony, ou  Montdony, est un torrent situé sur la commune d'Amélie-les-Bains-Palalda, dans le département français des Pyrénées-Orientales, et un affluent droit du fleuve le Tech. Sa vallée est un lieu apprécié de canyoning et de randonnée pédestre, car elle se termine par des gorges pittoresques et abrite plusieurs lieux touristiques ou patrimoniaux.

## Toponymie
La rivière tient son nom du château du même nom qui existait au roc de Sant Salvador, situé au centre du bassin versant. Au XIe siècle apparaissent pour la première fois dans les textes les formes Monte Domino et Monte Donno ainsi que Castrum Monte Domno. Le mot latin Castrum signifie « château ». Le mot Mons (génitif : Montis) peut désigner aussi bien un mont (mot français qui en est le descendant) qu'un château situé sur une hauteur.
La deuxième partie du nom est plus problématique. Il s'agit sans doute du nom d'un propriétaire, sans qu'on puisse discerner si celui-ci s'appelait Dominus, Domnus ou Donnus. Le n a ensuite été progressivement mouillé, on trouve les formes Doin et Doyn au XIIe siècle puis Montdony en 1400, le t intermédiaire ayant tendance à disparaître par la suite. Une autre hypothèse propose le sens de mont du donjon.
Le nom français est un calque du catalan Mondony ou Montdony.

## Géographie
Long de 9,4 km, le Mondony naît sur les flancs nord du Roc de Frausa et s'écoule jusqu'au Tech. Au confluent des deux cours d'eau se trouve le village d'Amélie-les-Bains. Sur les hauteurs surplombant le Mondony se dressent, en partant de l'aval, l'Hôpital thermal des armées, les thermes d'Amélie-les-Bains et le village de Montalba-d'Amélie.
Il prend source au sud de la commune d'Amélie-les-Bains-Palalda, à 1 261 m d'altitude. Il longe la commune de Reynès. Il conflue sur la même commune d'Amélie-les-Bains-Palalda, à 216 m d'altitude
Dans le seul département des Pyrénées-Orientales, le Mondony traverse ou longe les deux seules communes d'Amélie-les-Bains-Palalda et Reynès.
Soit en termes de cantons, le Mondony prend source et conflue dans le même canton du Canigou dans l'arrondissement de Céret.

### Bassin versant
Le Mondony traverse une seule zone hydrographique « Le Tech du Riuferrer à la rivière Ample » (Y024) pour une superficie de 387 km2. Ce bassin versant est constitué à 92,66 % de « forêts et milieux semi-naturels », à 6,25 % de « territoires agricoles », à 1,14 % de « territoires artificialisés ».

### Affluent
Le Mondony a un seul affluent référencé :
- la Rivière d'el Terme (rg), 11,2 km, sur les deux communes de Saint-Laurent-de-Cerdans (source), et Amélie-les-Bains-Palalda (confluence).

Le rang de Strahler est donc de deux.
Il est à noter que l'affluent (el Terme, 11,2 km) est plus long que le cours d'eau receveur (Mondony, 9,4 km).

## Hydrologie
Le module est de 0,5 m3/s à Amélie-les-Bains-Palalda.

### Crues
Les crues dans la vallée du Tech sont fortes et fréquentes, et celles du Mondony signalées en mars 2011. La plus remarquable à l'époque contemporaine est l'aiguat de 1940 qui a dévasté Amélie-les-Bains et causé plusieurs morts dans la vallée du Tech.

## Galerie

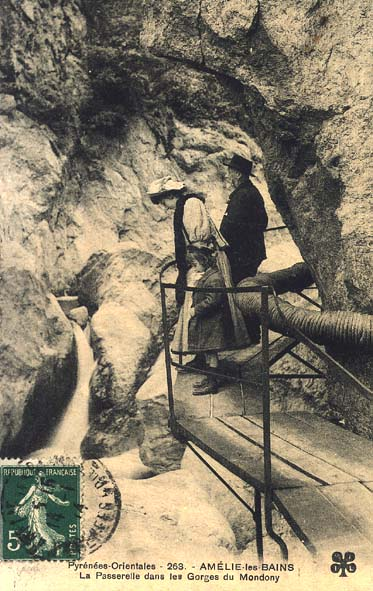
Touristes visitant les gorges du Mondony (XIXe siècle)
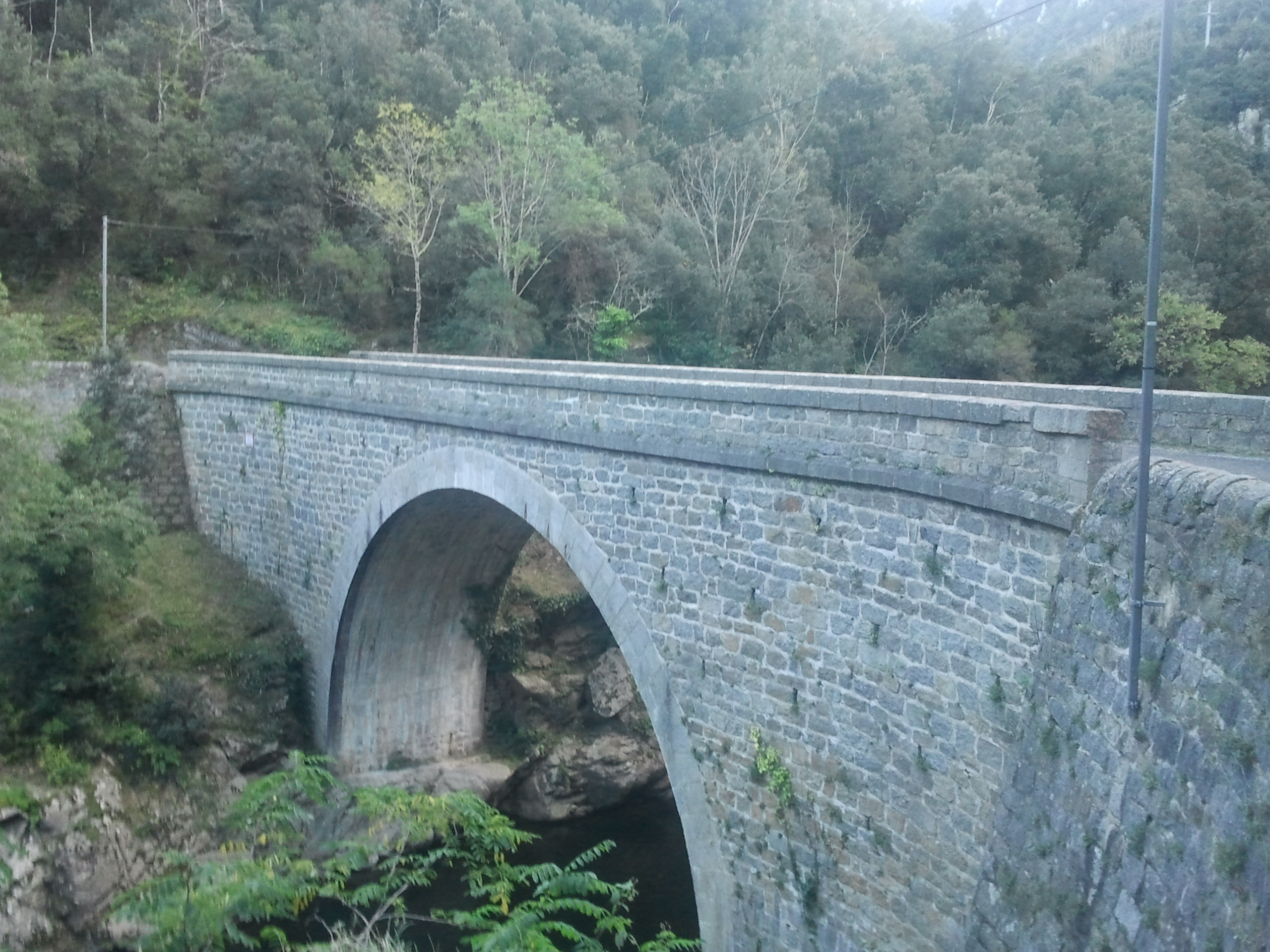
Pont de la route sur le Mondony menant à Montalba-d'Amélie
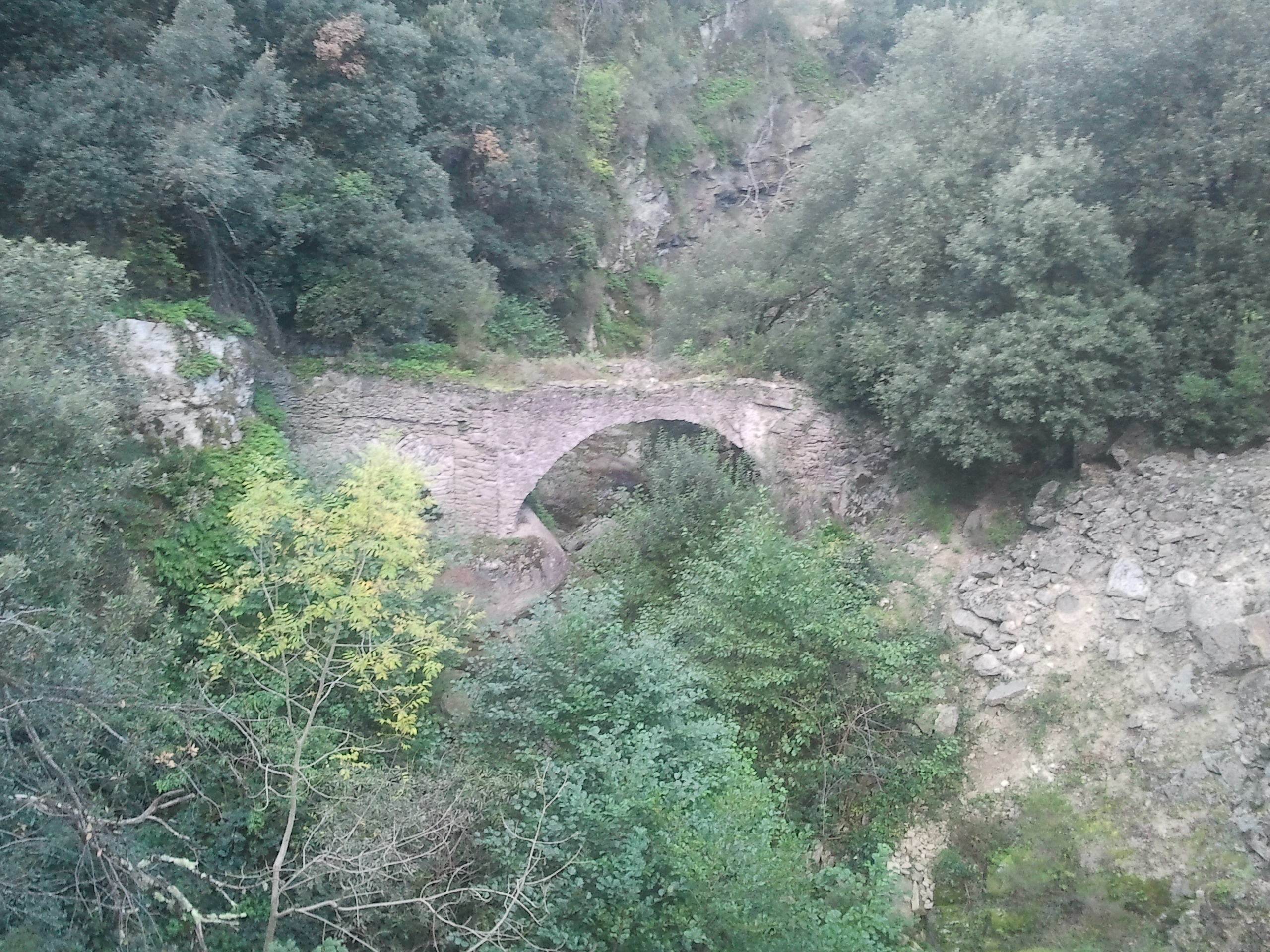
Ancien pont sur le Mondony à Montalba-d'Amélie
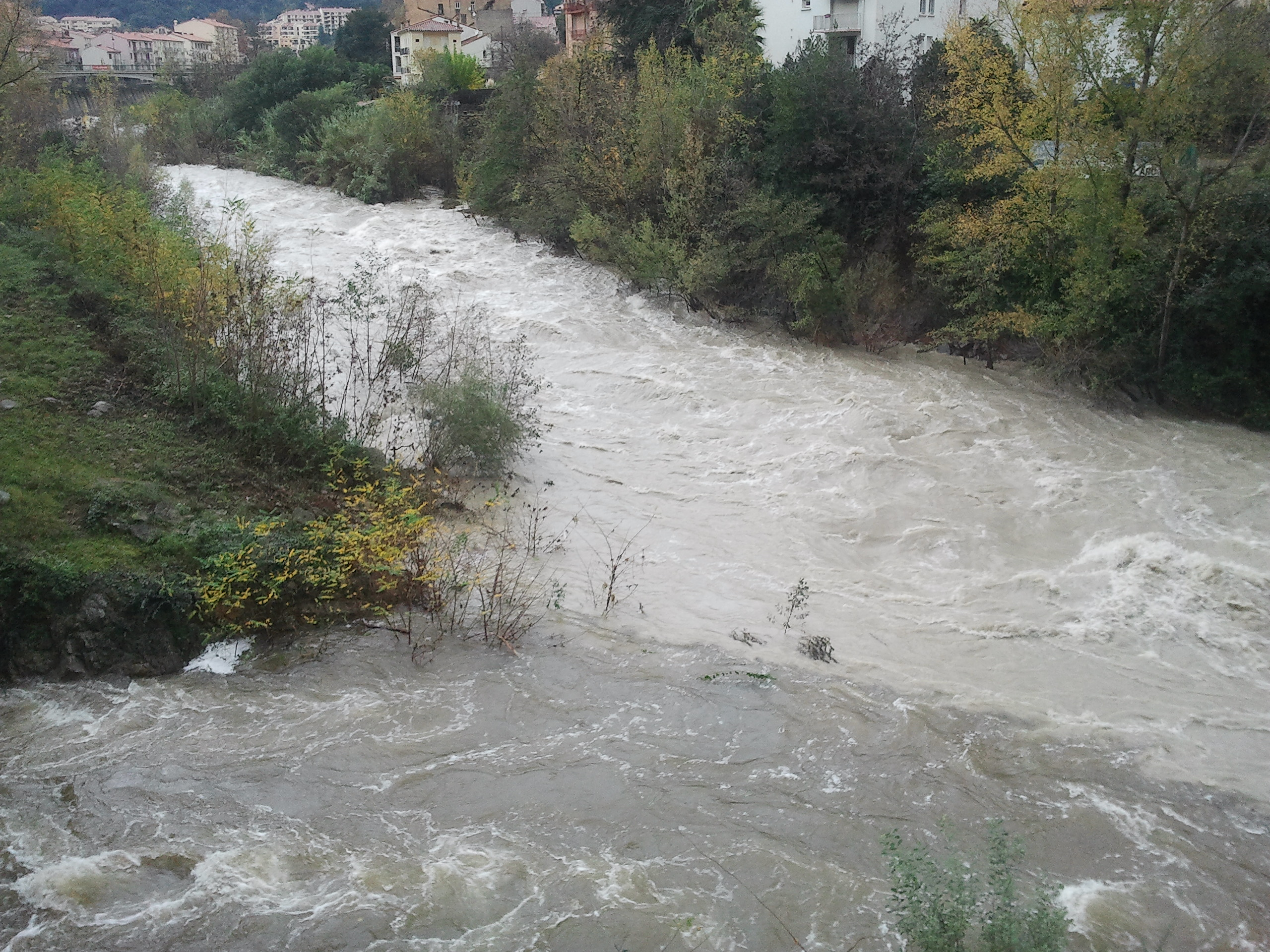
Confluence du Mondony dans le Tech à Amélie-les-Bains
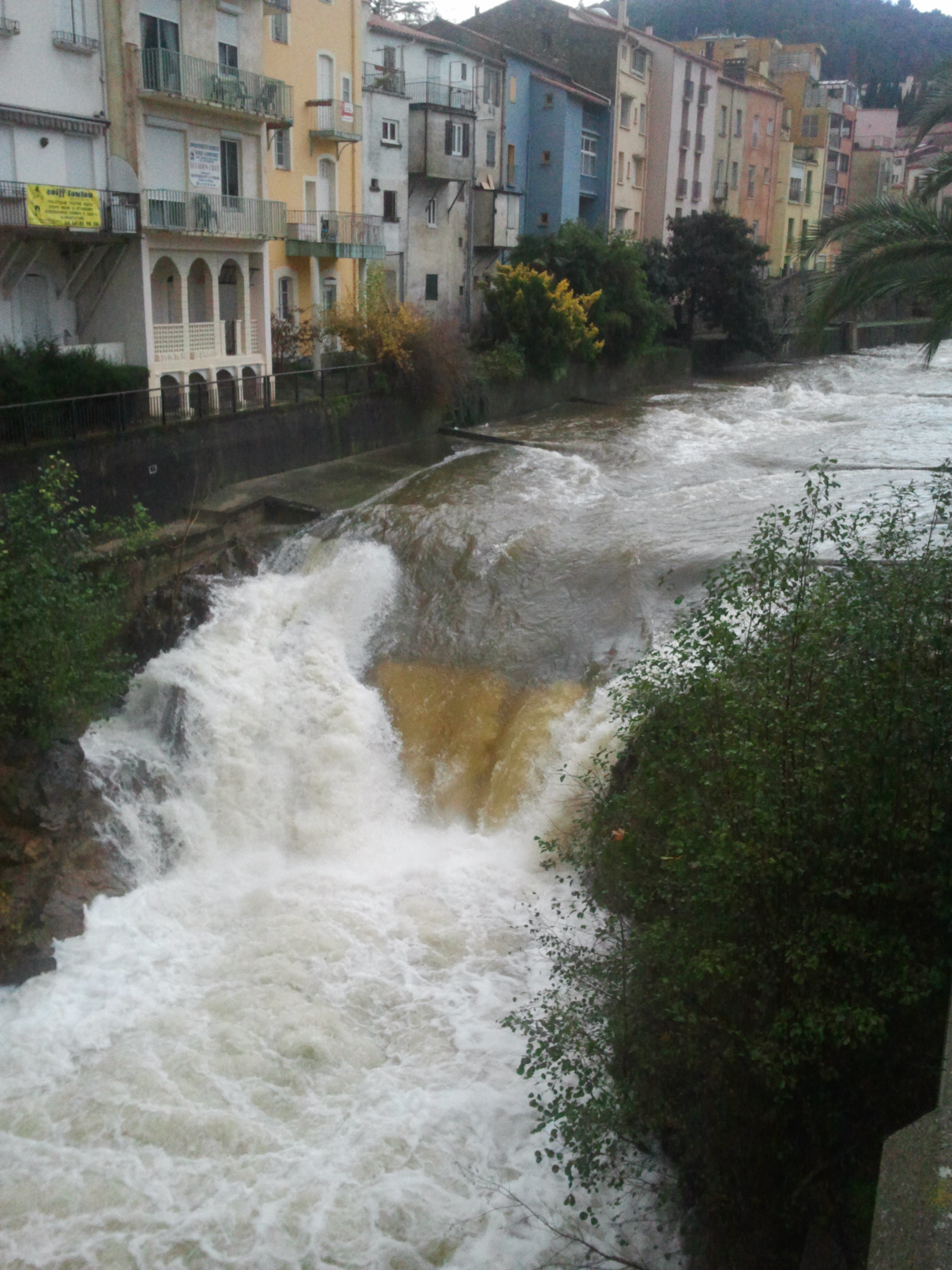
Le Mondony en crue à Amélie-les-Bains

## Gestion et aménagements

### Organisme gestionnaire
La gestion et l'aménagement du Tech est géré depuis 1994 par le Syndicat Intercommunal de Gestion et d'Aménagement du Tech, une structure 
EPCI regroupant trente-cinq communes du bassin versant, sis à Céret. La vallée du Tech et son embouchure sont deux sites classés Natura 2000. le SAGE (Schéma d'aménagement et de gestion des eaux) est en cours d'élaboration en 2014.

## Culture populaire
Poésie
- Ode au Mondony (1912) de l'écrivain Marc Anfossi[6].

## Canyoning
La descente de la rivière d'el Terme et du Mondony en canyoning est possible en trois zones, la plus basse et la plus fréquentée est de niveau familial. La partie haute, ou gourg du Mondony ouvert récemment, est très courte, mais ludique, le Terme haut ou Salt de Pi est un canyon sportif connu depuis la fin des années 1980. Le Terme Inférieur se descend sous la forme d'une randonnée aquatique (Sauts, toboggans et marche en rivière) mais nécessite quand même le port d'une combinaison en néoprène et d'un casque . Ces descentes sont réglementée par arrêté préfectoral 66: la descente est autorisée chaque année du deuxième weekend d'avril au troisième weekend d'octobre entre 9 h et 17 h.